# Nuorese Calcio 1930
Nuorese Calcio 1930 (wł. Unione Sportiva Dilettanti Nuorese Calcio 1930) – włoski klub piłkarski, mający siedzibę w mieście Nuoro, na Sardynii, grający od sezonu 2018/19 w rozgrywkach Eccellenza Sardegna.

## Historia
Chronologia nazw:
- 1930: Unione Sportiva Nuorese
- 2001: Associazione Sportiva Nuorese
- 2006: Football Club Nuorese Calcio S.r.l.
- 2008: Unione Sportiva Dilettantistica Nuorese Calcio 1930

Klub sportowy US Nuorese został założony w miejscowości Nuoro w 1930 roku. W sezonie 1931/32 debiutował w rozgrywkach Terza Divisione Sardegna (D5). W 1935 roku po wprowadzeniu Serie C klub poziom Terza Divisione został obniżony do szóstego stopnia. W 1943 roku na terenie Włoch rozpoczęto działania wojenne II wojny światowej, wskutek czego mistrzostwa 1943/44 zostały odwołane.
Po zakończeniu II wojny światowej, klub wznowił działalność w 1946 roku i został zakwalifikowany do Prima Divisione Sardegna (D4). W 1948 roku w wyniku reorganizacji systemu lig poziom Prima Divisione został obniżony do piątego stopnia. W 1952 roku w wyniku kolejnej reorganizacji systemu lig poziom Prima Divisione został obniżony do szóstego stopnia. W 1952 zespół otrzymał awans do Promozione Sardegna, a w 1954 do IV Serie (D5), ale po roku spadł z powrotem do Promozione Sardegna. W 1957 liga zmieniła nazwę na Campionato Dilettanti Sardegna. W 1958 roku klub awansował do IV Serie, która w 1959 zmieniła nazwę na Serie D. W 1964 klub został zdegradowany do Prima Categoria Sardegna, a w 1968 wrócił do Serie D. W 1969 roku spadł do Promozione Sardegna, ale po roku wrócił do Serie D. Przed rozpoczęciem sezonu 1978/79 Serie C została podzielona na dwie dywizje: Serie C1 i Serie C2, wskutek czego poziom Serie D został obniżony do piątego stopnia. W 1980 znów spadł do Promozione Sardegna. W 1981 klub awansował do Campionato Interregionale, a w 1984 do Serie C2, jednak po roku wrócił do Campionato Interregionale. W 1987 spadł do Promozione Sardegna. W 1989 zespół ponownie zdobył awans do Campionato Interregionale. W 1992 został zdegradowany do Eccellenza Sardegna, w 1996 do Promozione Sardegna, a w 1997 do Prima Categoria Sardegna. W 2000 awansował do Promozione Sardegna, w 2001 do Eccellenza Sardegna, w 2005 do Serie D, a w 2006 do Serie C2. W 2006 zmienił nazwę na FC Nuorese Calcio S.r.l., ale po zakończeniu sezonu został zdyskwalifikowany z mistrzostw Serie C2, zaczynając w następnym sezonie w rozgrywkach Promozione Sardegna (D7) pod nazwą USD Nuorese Calcio 1930.
W 2010 klub awansował do Eccellenza Sardegna. W 2012 spadł na rok do Promozione Sardegna. W 2014 otrzymał promocję do Serie D. Przed rozpoczęciem sezonu 2014/15 wprowadzono reformę systemy lig, wskutek czego Serie D awansowała na piąty poziom. W sezonie 2017/18 zajął 15.miejsce w grupie G Serie D i został zdegradowany do Eccellenza Sardegna.

## Barwy klubowe, strój
|  |  |

Klub ma barwy zielono-niebieskie. Zawodnicy domowe spotkania zazwyczaj grają w koszulkach o kolorze zielonym z jednej strony i drugiej połowy o kolorze niebieskim, niebieskich spodenkach oraz niebieskich getrach.

## Sukcesy

### Trofea międzynarodowe
Nie uczestniczył w rozgrywkach europejskich (stan na 31-05-2020).

### Trofea krajowe
| \| \| Zdobyte trofea w rozgrywkach Włoch (stan na: 31-08-2020) \| |                                                          |      |          |
| Rozgrywki                                                         | Osiągnięcie                                              | Razy | Sezon(y) |
| · Mistrzostwo                                                     | I miejsce                                                | 0    |          |
| · Mistrzostwo                                                     | II miejsce                                               | 0    |          |
| · Mistrzostwo                                                     | III miejsce                                              | 0    |          |
| · Puchar                                                          | zdobywca                                                 | 0    |          |
| · Puchar                                                          | finalista                                                | 0    |          |
| II liga                                                           | I miejsce                                                | 0    |          |
| II liga                                                           | II miejsce                                               | 0    |          |
| II liga                                                           | III miejsce                                              | 0    |          |
| Włochy                                                            | Zdobyte trofea w rozgrywkach Włoch (stan na: 31-08-2020) |      |          |

- Serie D (D4):
  - wicemistrz (1x): 1959/60 (D)
  - 3.miejsce (1x): 1973/74 (F)

## Struktura klubu

### Stadion
Klub piłkarski rozgrywa swoje mecze domowe na Stadio Franco Frogheri, w mieście Nuoro o pojemności 3,4 tys. widzów.

### Derby
- Olbia Calcio 1905
- US Pergolettese 1932
- US Tempio 1946
- SP Tharros
- ASD Torres